# Giovanni Galbaio

Das angebliche Wappen des Dogen mit dem Hahn, wie es die Musei Civici von Venedig bis 2008 auf ihrer Website präsentierten.

Giovanni Galbaio (* Mitte des 8. Jahrhunderts; † nach 803) war nach der venezianischen historiographischen Tradition, wie die staatlich gesteuerte Geschichtsschreibung häufig genannt wird, der 8. Doge der Republik Venedig, aber auch der erste Mitdoge, da er nicht gewählt, sondern von seinem Vater eingesetzt wurde. Iohannes, wie er in den zeitnahen Quellen heißt, geriet im Kampf gegen die Langobarden, die unter König Desiderius versuchten, Istrien zu erobern, in deren Gefangenschaft. Aus dieser wurde er zu einem unbekannten Zeitpunkt entlassen.
Schon zu Lebzeiten seines Vaters Mauritius (I.) wurde er im Jahr 785 (auch 778 wurde genannt) zum Mitherrscher erhoben. Damit war er der erste Doge, der nicht von der Volksversammlung gewählt wurde. Er regierte nach dem Tod seines Vaters von 787 bis 803 allein, wobei die jüngere Forschung annimmt, dass er erst 797 zum alleinregierenden Dogen wurde. Mit Mauritius, Johannes sowie dessen Sohn Mauritius (II.), den Iohannes zum Mitdogen erhob, bildeten die Galbaii eine erste, wenn auch kurzlebige Dogendynastie in den Jahren von 764 bis 803.
Ähnlich wie zur Zeit seines Vaters geriet der Dukat Venedig in die Auseinandersetzungen zwischen dem Frankenreich unter Karl I., der 774 das Langobardenreich erobert hatte, und dem Byzantinischen Reich, zu dem die Lagune von Venedig mit ihren städtischen Zentren formal noch immer gehörte. Dabei eskalierte mit der Kaiserkrönung Karls im Jahr 800 und dem Tod der Kaiserin Irene im Jahr 802 der Streit zwischen den Großmächten ihrer Zeit (Zweikaiserproblem).
Nach dem Mord an Johannes, dem Patriarchen von Grado, musste der gleichnamige Doge gemeinsam mit seinem Sohn Mauritius (II.) fliehen, der auf Geheiß seines Vaters den Patriarchen von einem Turm hatte stürzen lassen. Der weitere Verbleib der beiden Dogen ist nicht überliefert, ebenso wie der Zeitpunkt ihres Todes, wenn auch Mantua genannt wurde, bzw. „Francia“. Die venezianische Tradition akzeptierte den Sohn des Iohannes, der von seinem Vater als Doge eingesetzt worden war, nie als Amtsinhaber, wenn sich auch in der venezianischen Historiographie Hinweise finden, dass es zur Legitimität des zweiten Mauritius spätestens im 18. Jahrhundert abweichende Auffassungen gab. Mauritius (II.) erscheint dementsprechend nicht in der traditionellen Liste der 120 Dogen, die die späte venezianische Tradition kennt.
Mehrere patrizische Familien führten sich auf den Dogen, bzw. seine Familie zurück, darunter die Calbo, Querini und Canal.

## Leben und Herrschaft

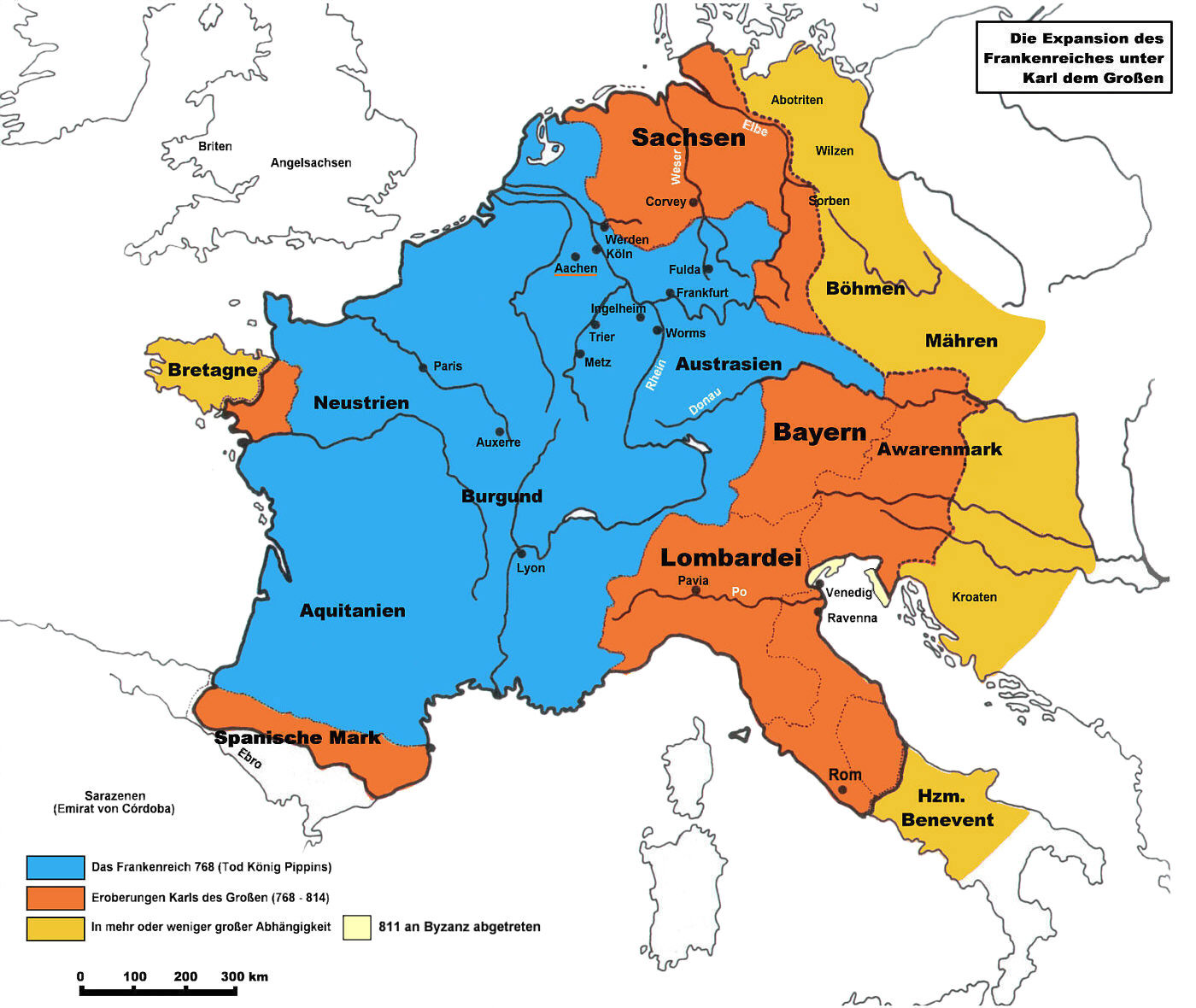
Fränkische Eroberungen zwischen 768 und 816; venezianisches Territorium

### Herkunft, Zeit vor dem Dogenamt
Der Name von Johannes’ Vater ist zwar bekannt, jedoch nicht der seiner Mutter. Er hatte wahrscheinlich zwei Schwestern, nämlich Agata und Suria. Von seinem Vater wurde Johannes mit einflussreichen Positionen ausgestattet, darunter militärischen. So kämpfte er auf Seiten der Byzantiner gegen die Langobarden, die ab 770 versuchten, Istrien zu erobern, und in deren Gefangenschaft Johannes 772/773 geriet – ob es sich dabei um Johannes handelte, stellte Heinrich Kretschmayr 1905 en passant in Frage. Diese Geiselnahme wird nämlich nur im Liber pontificalis erwähnt, während die venezianischen Quellen diesen Vorgang (wohlweislich?) verschweigen.

### Fränkische Eroberung des Langobardenreiches
Der Langobardenfeldzug Karls endete mit der Unterwerfung der Langobarden unter ihrem König Desiderius und der Besetzung weiter Teile seines Reiches in den Jahren 773 und 774. Auf Karls Betreiben wurde Johannes möglicherweise freigelassen, vielleicht auch schon 772 oder 773. Dem Dogen Mauritius gelang es, vom byzantinischen Kaiser die Bestätigung seines Sohnes als Nachfolger im Dogenamt zu erhalten.

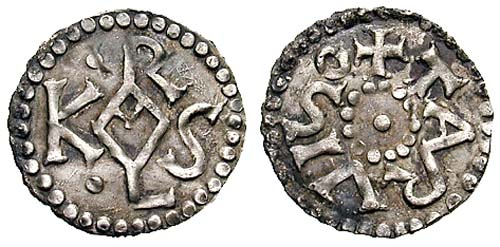
Denar Karls, 1,27 g, geprägt in Treviso 771–793/4 (Revers: „TARVISO“)

Mit den Franken trat eine noch aggressivere Macht in Oberitalien auf, die sich zudem mit dem Papst im Bündnis sah. Letzterer beanspruchte erhebliche Teile Oberitaliens. Daher wurden die venezianischen Händler 785 aus der Pentapolis – das sind die in den Marken gelegenen fünf Orte Rimini, Pesaro, Fano, Senigallia und Ancona – verbannt. 787/788 eroberten die Franken zudem das benachbarte Istrien, eine Eroberung durch eine fremde Macht, gegen die sich Johannes knapp zwei Jahrzehnte zuvor im Zusammenhang mit dem Besetzungsversuch der Langobarden gewehrt hatte.

### Ehepolitik zwischen Frankenreich und Byzanz, Benevent

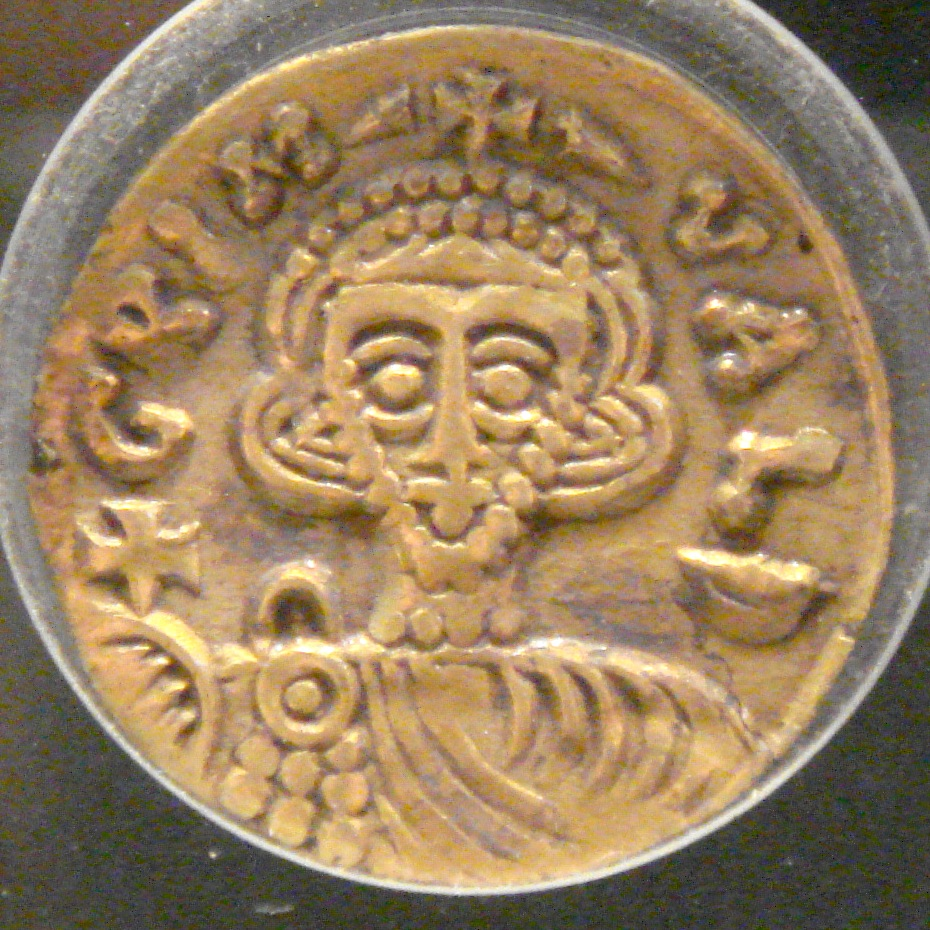
Tremissis Grimoalds III. von Benevent

Von Byzanz war keine Hilfe zu erwarten, da gerade zwischen den Franken und Byzanz die Verlobung von Karls Tochter Rotrud mit dem byzantinischen Prinzen Konstantin arrangiert worden war. In Benevent, dem letzten langobardischen Machtbereich, wurde Anfang 788 Grimoald (III.) aus fränkischer Geiselhaft entlassen und gegen den päpstlichen Willen zum Nachfolger seines Vaters gemacht. Er musste Karl den Treueid schwören, den Bart scheren und die fränkische Oberhoheit auf Siegeln und Münzen anerkennen. Adelchis, der Sohn des Königs Desiderius, stand im Bund mit Byzanz, doch erlitt er mit seinen byzantinischen Verbündeten noch 788 eine vernichtende Niederlage. Nach diesem Sieg heiratete Grimoald eine Schwägerin Kaiser Konstantins VI. namens Euanthia. Die Franken sahen dies als Provokation und griffen nun ihrerseits 791 Benevent an. Doch konnte dies der Unabhängigkeit der Langobarden im Süden der Halbinsel nichts mehr anhaben.
Allerdings entwickelte sich die genannte Allianz, die auch Benevent und Venedig gleichermaßen hätte gefährden können, die zwischen Karl und Konstantin angestrebt wurde, nicht im Sinne einer der beiden Mächte. Die Spannungen spitzten sich zu, als Karl nicht zu dem von Kaiserin Irene 787 einberufenen Konzil von Nicäa eingeladen wurde und Karl als Reaktion im Juni 794 eine eigene Synode in Frankfurt einberief, welche die gleichen Probleme ohne byzantinische Teilnahme behandelte.

### Bistum Olivolo (Castello) gegen den Willen des Patriarchen von Grado
Johannes’ Bestreben war es, sich an dem Patriarchen von Grado, dem Rivalen Venedigs um die Vorherrschaft in Venetien, zu rächen, der 785 die Vertreibung der venezianischen Kaufleute aus der Pentapolis betrieben hatte. Sein Vater hatte das Bistum Olivolo von Grado abgespalten und dort, in der Lagune von Venedig, zwischen 774 und 776 Obeliebato als Bischof eingesetzt (Johannes Diaconus, S. 98 f.). Grado war wiederum Teil des Frankenreiches. Diese Abspaltung führte zu heftigen Auseinandersetzungen mit einem weiteren Johannes, dem Patriarchen von Grado, der seine Rechte verletzt sah.

### Mitregentschaft und Nachfolge auf dem Dogenstuhl, Grado erkennt Olivolos neuen Bischof nicht an
Der amtierende Doge Mauritius, dessen Sohn zu einem unbekannten Zeitpunkt aus der Gefangenschaft entlassen worden war, versuchte ab 778/779 – vielleicht nach byzantinischem Vorbild – eine Mitregentschaft seines Sohnes durchzusetzen. Mit dem Tod seines Vaters erbte Johannes das Amt des Dogen. Der neue Doge vermied es – auch dies ein Verstoß gegen das Herkommen –, das Einverständnis des „Volkes“ einzuholen.
Nachdem den Franken die Eroberung Istriens gelungen war, erhöhte der Patriarch von Grado den Druck auf das Dukat Venedig, denn ihm waren seine Einnahmequellen in den eroberten Gebieten entzogen worden. Er konzentrierte sich nun auf sein neues Bündnis mit dem Papst und den Franken, deren Expansion er unterstützte. Als Bischof Obeliebato von Olivolo 795 starb, sollte ihm der griechischstämmige Cristoforo – „nacione grecus“ (Andrea Dandolo, S. 124) – nachfolgen. Patriarch Johannes weigerte sich jedoch, den neuen Bischof anzuerkennen.

### Forschungsdiskussion um Zeitpunkt des Amtsantritts
In der modernen Forschung, seien es die Arbeiten von Roberto Cessi oder Girolamo Arnaldi und Massimiliano Pavan, von Gherardo Ortalli oder Andrea Castagnetti, wird die Dauer der Regierungszeiten, wie sie auf die Chronik des Andrea Dandolo, also auf das 14. Jahrhundert zurückgehen, nicht mehr akzeptiert. Die Chronik des Johannes Diaconus, die wohl um 1000 entstanden ist, wird daher zur Begründung herangezogen, dass der Doge Johannes erst 797, also zehn Jahre später als bei Andrea Dandolo, ins Amt kam.

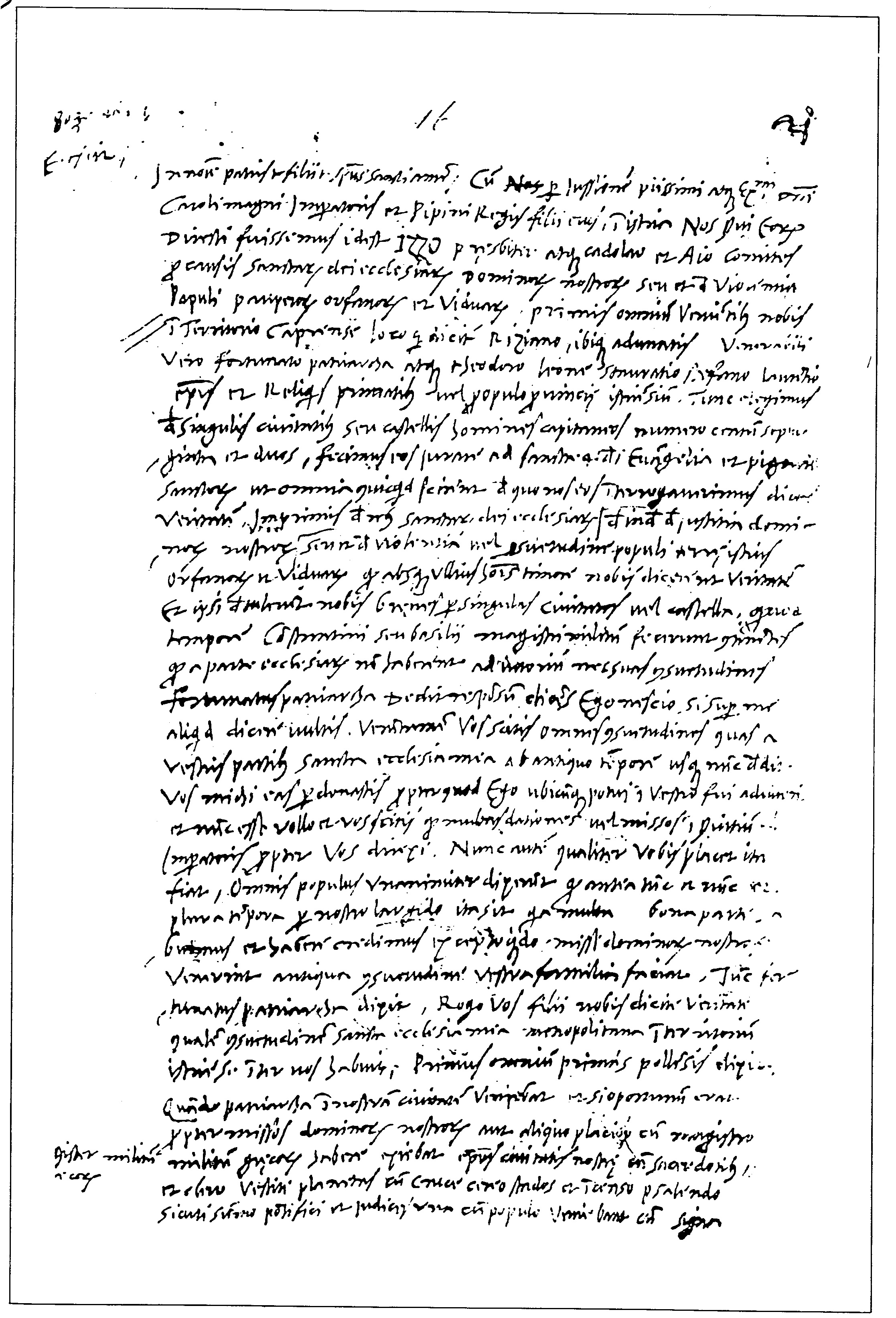
Das Placitum vom Risano, benannt nach einem Fluss bei Capodistria, mit 172 Zeugen. Es erwähnt erstmals Slawen im Umkreis von Triest und sammelt Beschwerden gegen erhöhte Dienste, Übergriffe und dergl. Gezeichnet wurde es auch von Fortunatus, zu dieser Zeit noch Bischof von Pula.

### Sohn und Mitdoge Mauritius (II.), fränkisch-byzantinischer Streit
Johannes wiederum erhob nach dem Procedere, das schon sein Vater Mauritius eingeschlagen hatte, seinen eigenen, gleichnamigen Sohn Mauritius (II.) zum Dogen. Dieses Verfahren aus eigenem Machtanspruch, ohne jede äußere Legitimation, wurde nie anerkannt, und so erscheint sein Sohn auch in keiner der Dogenlisten. In der Chronik des Johannes Diaconus (S. 99) und in der des Andrea Dandolo (S. 124) deutet sich eine negative Beurteilung des Verhaltens des Dogen Johannes an.
Nachdem König Karl I. zum Kaiser gekrönt worden war, spitzte sich ab 801 der Streit zwischen den beiden Kaiserreichen, aber auch zwischen dem Dogenhaus und Grado weiter zu. In einer Urkunde vom 29. Mai 801, ausgestellt unweit Bologna, beanspruchte er den Titel „Romanum gubernans imperium“, ein Anspruch auf das Römerreich, der in Byzanz zunächst auf wenig Widerstand stieß, zumal Kaiserin Eirene 802 gestürzt wurde. Doch der neue Kaiser Nikephoros I. lehnte Karls Anspruch ab, so dass es zum offenen Konflikt kam. Die gegen Karl gerichtete Politik des Dogen, und auch die Gegnerschaft zu Leo III. eskalierten, dem Papst der Jahre 795 bis 816.

### Zerstörung von Grado, Ermordung des dortigen Patriarchen (802), Flucht der Dogen
Die Feindschaft zwischen dem Dogen Johannes und dem gleichnamigen Patriarchen erreichte ihren Höhepunkt im Jahr 802. In diesem Jahr wies der Doge seinen Sohn Mauritius an, an der Spitze einer Flotte eine Strafexpedition durchzuführen. Grado wurde zerstört, der gefangene Patriarch wurde von einem ‚sehr hohen Turm‘ („altissima turre“) gestürzt, möglicherweise von einem der Türme des Castrums, in dem der Patriarch residiert hatte (Dandolo, S. 126). Johannes von Grado hatte dieses Amt seit 766 ausgefüllt.
Der Mord führte zu einer Reihe von Gegenaktionen, zeigt aber zugleich die extreme Unsicherheit der Grenzverhältnisse. Auf den Ermordeten folgte wenige Monate später Fortunatus, ein Verwandter, vielleicht ein Neffe. Er verfolgte eine noch deutlicher profränkische Politik als sein Vorgänger. Auch verbündete er sich mit innervenezianischen Opponenten gegen den Dogen und seinen Sohn. Die Gunst des Frankenkaisers erwies sich 803, als dieser Fortunatus nicht nur die Bestätigung seiner Besitztümer erhielt, sondern auch Immunitäten und Privilegien.
Der Doge Johannes musste schließlich fliehen, möglicherweise nach Mantua, und auch sein Sohn floh auf fränkisches Gebiet, nach „Francia“, wie Johannes Diaconus unpräzise vermerkt (S. 101). Ob sie im Exil als „cittadini privati“ lebten, wie Roberto Cessi 1963 mutmaßte (I, S. 136), ist unklar. Die Spuren von Vater und Sohn verlieren sich in den Quellen.
Die Opponenten in der Lagune wählten Obelerius von Metamaucum (in der Nähe des heutigen Malamocco) zum Nachfolger, der seinen Bruder Beatus an seine Seite setzte.

## Rezeption

### Bis gegen Ende der Republik Venedig
Im Chronicon Altinate oder Chronicon Venetum erscheint der Doge mit dem Namen und der Amtsdauer „Iohannes dux ducavit ann. 25“. Allerdings übernahm die Edition Teile aus der Chronik des Andrea Dandolo und verlieh diesen Passagen damit den Nimbus einer zeitnahen Quelle.
Für das Venedig zur Zeit des Andrea Dandolo war die Deutung, die man der Herrschaft des Giovanni Galbaio beilegte, von erheblicher Bedeutung. Dabei legten die führenden Gremien größten Wert auf die Kontrolle über die Geschichtsschreibung. Ihr Augenmerk galt der Entwicklung der Verfassung, den inneren Auseinandersetzungen zwischen den possessores, aber auch den Machtverschiebungen innerhalb der Adria und im östlichen Mittelmeerraum sowie in Italien. Die Galbai standen für den letztlich vergeblichen Versuch, eine Dynastie zu bilden. Zudem standen die Fragen nach der Souveränität zwischen den Kaiserreichen, des Rechts aus eigener Wurzel, der Abgrenzung gegenüber den militärisch oftmals weit überlegenen Festlandsmächten, allen voran gegenüber dem Römisch-deutschen Reich und dem Frankenreich, mithin der Herleitung und Legitimation ihres territorialen Anspruches, dabei stets im Mittelpunkt. Einerseits ignorierte man bei den frühesten Dogen den Einfluss der Volksversammlung, des arengo, der im 13. Jahrhundert endgültig seinen Einfluss verlor, und erkannte daher auch durchaus die epochale Bedeutung, die der Gründung einer Dogendynastie zukam, einer Herrschaftsform, die die Großen in Venedig immer zu unterbinden suchten. So war es konsequent, dass man die Erhebung von Mauritius (II.), also von Johannes’ Sohn, zum Mitdogen verschwieg, auch wurde Giovanni Galbaio nicht von allen Historikern als Doge anerkannt.
Die älteste volkssprachliche Chronik, die Cronica di Venexia detta di Enrico Dandolo, stellt die offensichtlich auch für die Historiker nicht (mehr) verständlichen Vorgänge auf einer weitgehend persönlichen Ebene dar. Johannes, der Sohn des Mauritius, in den Worten des Chronisten „Iohane, fiolo del dicto Mauricio“, begann im Jahr „CCCCCCCLVIII“ (768) nach dem Tod seines Vaters als Doge zu herrschen. Johannes wiederum hatte einen Sohn, der den Namen des Großvaters erhielt. Er wurde mit einer „grande armada de navilii … a la cità de Grado“ geschickt, um den Tod des Patriarchen Johannes zu rächen, der seinem Hause entstammte („che era stado dela sua chaxa“). Diesem gelang es, mit „grande ingano et iniquamente“ den Willen seines Vaters durchzusetzen. An die Stelle des Johannes gelangte als Patriarch „Fortunato“, der nach kurzer Zeit, die „aspreça“ des Dogen und seines Sohnes fürchtend zu König Karl I., dem Sohn Pippins, floh und ihm die „malvagita“ der Dogen zur Kenntnis brachte. Die Gegner des Dogen, darunter Obelerius, versammelten sich in „alcuna cità de Trivixana“ – also nicht in Treviso selbst, sondern in einer Stadt im Trevisanischen. Eine große Partei des Volkes zog nach einiger Zeit dorthin und erhob Obelerius ‚zu ihrem Dogen‘ („si lo helevò per suo Duxe“). Die Männer schworen Tod und Zerstörung den beiden Dogen. Als die beiden sahen, dass sie so sehr gehasst wurden und einer solch ‚großen Macht‘ („gran possa“) gegenüberstanden, „ocultamente si partino, habiando recto il ducado per anni XVIIII“. Sie flohen also ‚heimlich‘ nach 19-jähriger Herrschaft.

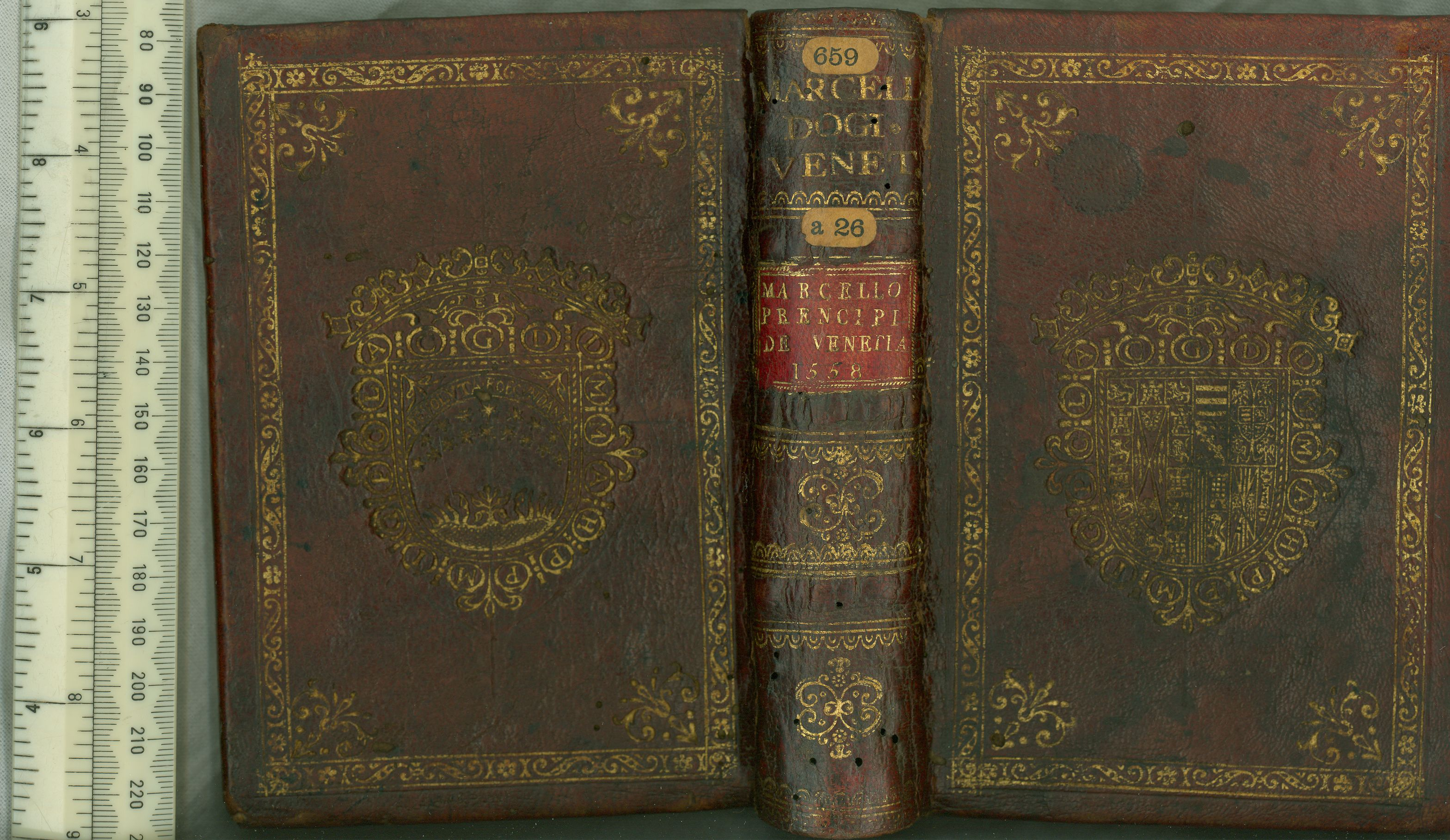
Umschlag einer Ausgabe der Vite de'prencipi di Vinegia des Pietro Marcello

Ganz auf der Linie von Andrea Dandolo liegt Pietro Marcello, der 1502 in seinen später ins Volgare unter dem Titel Vite de'prencipi di Vinegia übersetzten Werk vermerkt, dass es „Mauritio Galbaio“ gelungen sei, zu erreichen, „che sino allhora non era più avenuto à niunuo altro; di potersi eleggere Giovanni suo figliuolo per compagno nel Prencipato“. Es war ihm also etwas gelungen, was bis dahin niemand geschafft hatte, nämlich seinen Sohn zu seinem Nachfolger im Dogat zu machen. Marcello tadelt Johannes vor allem wegen seines Verhaltens gegenüber dem Patriarchen Fortunatus und der darauf folgenden militärischen Intervention Pippins, dem dies von seinem Vater Karl dem Großen befohlen worden sei. Dort heißt es zudem, dass Johannes neun Jahre allein regiert habe, und dass er in seinem siebenten Jahr seinen Sohn ins höchste Amt gehievt habe. Zugleich zählte Marcello die drei Galbaii als einen einzigen Dogen und summierte sie im Abschnitt „MAVRITIO GALBAIO. DOGE VII.“, dem unvermittelt auf Seite 10 der Abschnitt „OBELERIO ANTENORIO. DOGE VIII.“ folgt.
Ähnlich berichtet Gian Giacomo Caroldo in seiner Chronik, die er zwischen 1520 und 1532 verfasste. Caroldo, der sich nach seinen eigenen Worten auf die Chronik des Andrea Dandolo stützt (S. 54), vermerkt, die Venezianer „constituirono Iovanni [sic!] suo figliuolo consorte della Ducal dignità“. Diese ‚Ernennung‘ zum Mitdogen („consorte“) seines Vaters, geschah demnach im Jahr „DCCLXXVIJ“, also 777 (S. 50). Der Autor hält die Tatsache, dass die Venezianer zwei Dogen hatten, für ein „pernicioso essempio a successori“, für ein ‚schädliches‘ oder ‚unheilvolles‘ Beispiel für die Nachfolger. Als Iohannes' Vater Mauritius starb, folgte ihm sein Sohn im Jahr 787 im Amt. Er sei aber dem Vater ‚sehr unähnlich‘ gewesen, denn er hatte nicht dessen Sorgfalt zum Nutzen der „patria“, seiner ‚Vaterstadt‘ gehabt. Iohannes erhob nun seinerseits im Jahr 792 seinen Sohn Mauritius im Einverständnis mit den Venezianern zum Mitdogen. In dieser Zeit stieg das Wasser dermaßen an, wie Caroldo einflicht, dass viele Inseln überschwemmt wurden – Caroldo schreibt von „tanta escrescenza“, ein Begriff, mit dem man heute im medizinischen Bereich Wucherungen beschreibt. Diese Überschwemmungen lassen sich inzwischen archäologisch nachweisen. 801 schickte Iohannes seinen Sohn mit Heer und Flotte aus, den Patriarchen zu vernichten („rovinare“). Mauritius (II.) attackierte Grado ‚grausam‘, der verwundete Patriarch wurde vom höchsten Turm seines eigenen Palastes zu Tode gestürzt („gettato a terra et morto“). An seine Stelle wurde „Fortunato Tergestino“ gewählt (Fortunatus II.), ein Verwandter des Toten, der seinerseits fürchtete, ihn könne das gleich Schicksal treffen. Daher initiierte er eine Verschwörung gegen die beiden Dogen „con alcuni primarij Venetiani“. Diese wurde jedoch entdeckt, und so entschloss sich Fortunatus, Venedig zu verlassen („deliberò partir da Venetia“). Ihm schlossen sich „Obelerio Tribuno Mathemaucense, Felice Tribuno, Demetrio Mariniano et molti altri“ an. Fortunatus ging ins Frankenreich, während die übrigen Verschwörer in Treviso blieben. Auf Veranlassung derjenigen, die in Venedig (gemeint ist wohl Metamaucum, der Hauptort der Lagune, von wo auch Obelerio stammte) geblieben waren, wählten sie „Obelerio Tribuno“ zum Dogen. Vor diesem flohen die nunmehr ‚verlorenen‘ Dogen, wie Caroldo schreibt: „per il che Ioanni et Mauritio, smariti, abbandonorono il Ducato et la Patria“. Iohannes ging nach Mantua, sein Sohn Mauritius ins Frankenreich, und es gelang ihnen nie die Rückkehr, so dass sie außerhalb von Venedig sterben mussten (S. 51). Insgesamt habe Iohannes Galbaius 25 Jahre geherrscht, davon neun Jahre mit seinem Vater und sieben mit seinem Sohn.

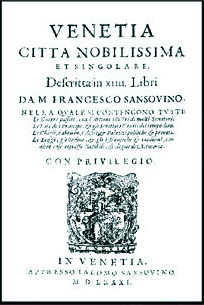
Titelblatt von Francesco Sansovinos Venetia città nobilissima, Venedig 1581

Francesco Sansovino (1512–1586) gab in seinem 1587 in Venedig erschienenen Opus Delle cose notabili della città di Venetia, Libri II den Namen des Dogensohnes mit „Giovanni“ in einem knappen Abschnitt wieder. Nach Sansovino war es die „bontà“ des „Maoritio“, die so hoch geschätzt wurde, dass er als Mitdogen seinen Sohn durchsetzen konnte („ottenne per compagno nel Principato vn suo figlio“). Giovanni sei im Jahr 796 im Amt gefolgt. Dieser habe „a somiglianza del padre“ wiederum seinen Sohn zum Dogen erhoben. Durch eine Verschwörung („congiura“), geführt von Obelerio und Fortunatus, dem Neffen des ermordeten Patriarchen von Grado, seien ‚die Dogen‘ 804 zur Flucht gezwungen worden.
Der Frankfurter Jurist Heinrich Kellner, der Oberitalien aus eigener Erfahrung kannte und der die venezianische Chronistik im deutschen Sprachraum bekannt machte, indem er weitgehend Marcello folgte, zählt in seiner 1574 erschienenen Chronica das ist Warhaffte eigentliche vnd kurtze Beschreibung, aller Hertzogen zu Venedig Leben, „Johann“ nicht als Dogen, sondern als „Gehilfen“. Das gilt auch für dessen Sohn „Moritz den Jüngeren“. Stattdessen subsumiert er die beiden unter Johannes’ Vater „Mauritius Galbaius“, der als „Sibende[r] Hertzog“ erscheint. Mauritius sei als erstem Dogen gestattet worden, seinen Sohn „zum Gehülffen mochte nennen im Hertzogthumb“. Nach Kellner verband sich zu dieser Zeit Fortunatus gegen die Dogen, musste jedoch, als die Verschwörung aufgedeckt wurde, an Kaiser Karls Hof fliehen. Dort redete er solange übel über die Venezianer, bis Karl seinem Sohn Pippin „befahl die Venetianer zu bekriegen“. Pippin zog „mit seinem Kriegßvolck an den ort/der Venediger Gebiet/da Eraclia und Equilio nahe am Lande lagen“. Deren Bewohner flohen „gen Malamocco und Rialto“. Ohne weiter über Mauritius Galbaius zu berichten, schließt Kellner an: „Aber Hertzog Johann … schicket sein Son Moritzen mit einer grossen Armada wider Johannem/ Ertzbischoffen zu Grado“. „Und damit der Gottloß Son seines Ungottfürchtigen Vatters willen erfüllet / als er den Ertzbischoff gefangen hette/warff er in von einem sehr hohen Thurn herab“. Daraufhin, so der Autor, habe sich „Fortunatus von Trieste“ mit den „Fürnemmesten zu Venedig“ zum Sturz der Dogen verbündet, um den Tod seines „Vorfahren“ zu rächen (hier ist wohl eher Amtsvorgänger gemeint). Doch auch dies wurde bekannt, so dass er und seine Mitwisser nach „Tervis“, also nach Treviso, fliehen mussten. Wieder ging Fortunatus an Karls Hof in „Franckreich“, wieder bekriegte Pippin Venedig, womit der Autor von der sonst üblichen Darstellung abweicht. Schließlich erwähnt er noch: „Moritz / der alt / (wie Onitendus schreibt) blieb Hertzog drey und zwentzig jar/und sein Son regiert die Gemein neun jar/und noch alsviel darzu/das ist noch neun nach seinem Vatter. Darnach/als er zu einem Gehülffen genommen hat Moritzen den Jüngern/sein Son/Im sibenden jar zog er* ins elendt mit dem Son.“ In einer Marginalie merkt Kellner an: „Das ist zu verstehen / als daß er sey verjagt worden.“ Die Abfolge der Ereignisse weicht insgesamt bei Kellner stark von den bis dahin üblichen Schilderungen ab.
In der Übersetzung der Historia Veneta des Alessandro Maria Vianoli, die 1686 in Nürnberg unter dem Titel Der Venetianischen Hertzogen Leben / Regierung, und Absterben / Von dem Ersten Paulutio Anafesto an / biss auf den itzt-regierenden Marcum Antonium Justiniani erschien, hieß der Doge „Iohannes Galbaius. Achter Herzog in Venedig“. Nach der umfangreichen Darstellung habe er zur „löblichen Regierung“ seines Vaters „ganz und gar das Gegenspiel erwiesen“ (S. 65). Als Eigenschaften des Johannes nennt Vianoli „Ungerechtigkeit, Grausamkeit, Geitz und ungeziemliche Begierden seines Gemüths“. Im Gegensatz dazu war für Vianoli der von einem Turm gestürzte Patriarch Johannes von Grado „ein sehr aufrichtig und redlicher Mann“, dessen Ermordung zur Folge hatte, dass die Venezianer begannen, die beiden Exponenten Fortunatus und Obelerio, „den damaligen Zunfftmeister zu Malamocco“, „wider sie anzuhetzen“. Doch die Verschwörung wurde aufgedeckt und die Aufrührer mussten fliehen. Nach der Einfügung eines Berichtes über eine gewaltige Überschwemmung, während der viele Venezianer die Inseln verlassen wollten, setzt Vianoli unvermittelt fort, es sei schließlich, nachdem die Dogen „von Tag zu Tag noch viel mehr gehässigez und verdrüsslichez gemacht“ hätten, doch so weit gekommen, dass sich „die meisten von Malamocco“ über die „Absetzung“ des Dogen geeinigt hätten. Nach Vianoli herrschte der Doge neun Jahre allein sowie weitere acht Jahre gemeinsam mit seinem Sohn bis zum Jahr 804 (S. 69 f.).
Die Herrschaftsdaten waren im späten 17. Jahrhundert offenbar immer noch umstritten, was erst Recht für die früheren Dogen galt. So schrieb 1687 Jacob von Sandrart in seinem Werk Kurtze und vermehrte Beschreibung Von Dem Ursprung / Aufnehmen / Gebiete / und Regierung der Weltberühmten Republick Venedig, dass der Sturz der beiden Dogen, ein Ereignis war, „welches einige in das 800. Jahr stellen“. Obwohl Johannes „sehr übel“ regiert habe, „so wuste ers doch bey dem Volck dahin zu bringen/ daß er von demselben die meisten Stimmen erlangte/umb gleichfalls seinen Sohn Mauritium neben sich in die Regierung zu nehmen“. Da er nun noch „schärffer und übler“ regiert habe, und „viel Unruhe anrichtete“, verbanden sich die „Zunfftmeister/ samt den Vornehmsten“. Doch wurde „dieser Handel entdeckt“, so dass sie alle fliehen mussten. Für von Sandrart griffen die Aufständischen, denen der Umsturz schließlich doch gelang, nur deshalb zu den Waffen, weil „Pipinus, des Caroli Martelli Sohn mit Volck in Italien kam“. Nach von Sandrart habe Johannes vergebens zunächst „bei dem Carolo Martello, und hernach auch bey dem Griechischen Kayser Nicephoro Hülffe“ gesucht, womit er die Chronologie endgültig durcheinander bringt.

### Historisch-kritische Darstellungen
Nach Johann Friedrich LeBret, der ab 1769 seine Staatsgeschichte der Republik Venedig publizierte, hatte sich Johannes „bisher so zu verstellen gewußt, daß er seine lasterhaften Neigungen durch nichts verraten hatte. Nachdem die Bande der Ehrfurcht verschwunden waren, so verschwand auch sein Zwang.“ (S. 116). Ähnliches galt für seinen Sohn „Moriz“. „Vater und Sohn waren zween willkürliche Regenten, welche sich den Lüsten überließen, und vor welcher die Schamhaftigkeit des weiblichen Geschlechtes nicht mehr gesichert war.“ (S. 120). Ein enormes Hochwasser betrachteten die Venezianer als Warnung an die Fürsten: „So sehr man jetzo diese Erscheinung in Venedig gewohnt ist, so abergläubisch beurtheilte man sie damals.“ Nachdem Obelerius von den nach Treviso geflohenen Anhängern des Fortunatus und den in Venedig verbliebenen, anti-dynastisch denkenden „Adeligen“ zum „Herzoge“ gewählt worden war, so LeBret, genügte „das bloße Gerücht von dieser Ausrufung“, „Johannes und Morizen so furchtsam“ zu machen, dass sie sich entschlossen zu fliehen. Während sich Johannes nach Mantua flüchtete, versuchte Mauritius vergeblich die Wiedereinsetzung in das Dogenamt bei Kaiser Karl zu erreichen. Auch der von den beiden Dogen eingesetzte Bischof „Christoph“ floh nach „Frankreich“, durfte jedoch gleichfalls nie zurückkehren. Johannes habe, als er noch im Amt war, den misstrauischen Pippin dadurch zu neutralisieren versucht, dass „Nicephorus“, der Ostkaiser Nikephoros I. also, eine Flotte schicken möge, um „Pipin im Zaume zu halten“ (S. 123). Obelerius kam laut LeBret erst nach Venedig, nachdem er von der Flucht der Dogen erfahren hatte.
Girolamo Francesco Zanetti lieferte noch 1765 die gewohnten Deutungen. Er durchbrach jedoch die gängige Legitimitätsauffassung, denn er erkannte „Mauritius II.“ in seinem Chronicon Venetum den Status eines „Dux“ zu, eines Status, den ihm sein Vater im 18. Herrschaftsjahr eingeräumt habe.

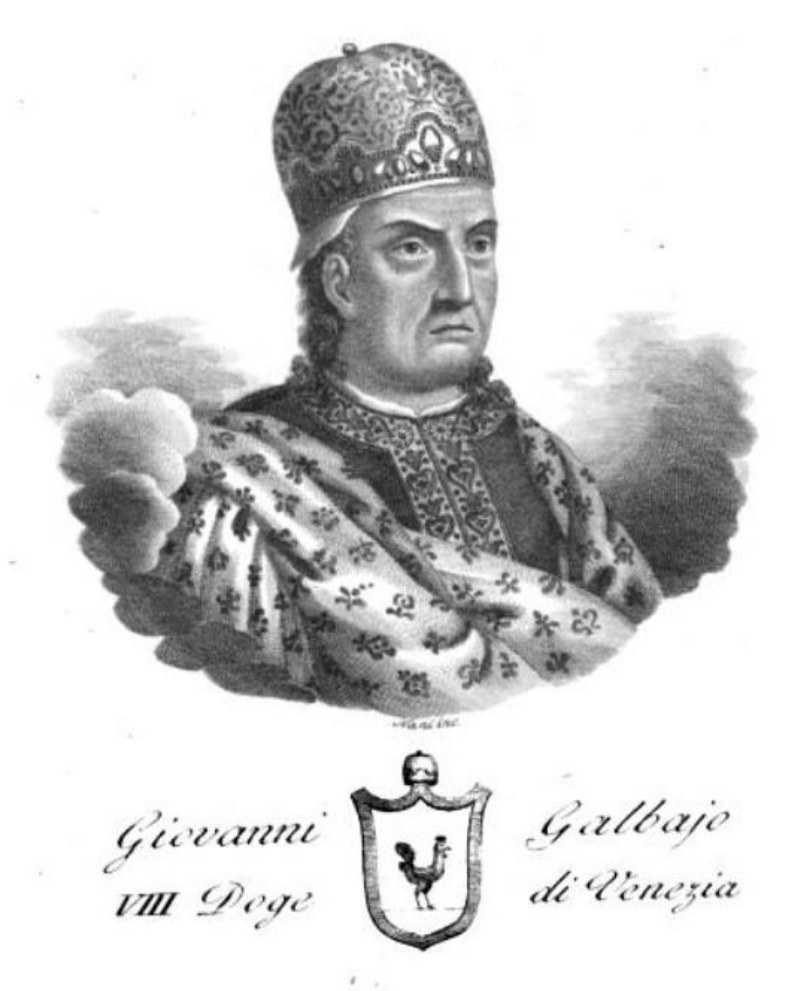
Kupferstich mit einem Phantasieporträt des Dogen, geschaffen vor 1834 von Antonio Nani, der es in seiner Serie dei Dogi di Venezia intagliati in rame da Antonio Nani 1835/36 und 1840 erstmals veröffentlichte. Die erste Publikation einer Dogenserie dieser Art stammte von Leone Matina, der jedoch Giovanni Galbaio als einzigen Dogen ausließ.

In populären Darstellungen wurde der zentrale Aspekt der Dynastiebildung immer wieder betont und als Verfehlung gedeutet, die beinahe zwangsläufig zum Umsturz führen musste, aber nur dann, wenn sie sich mit einem schlechten Charakter des Dogen in Verbindung bringen ließ. So nahm August Daniel von Binzer 1845 an, dass der von 764 bis 787 regierende Mauritius (I.) „obgleich er, die Wahlfreiheit beeinträchtigend, 778 seinen Sohn zum Mitregenten ernannt hatte“, und, nachdem dieser wiederum 796 seinen Sohn Maurizio zum Mitregenten erhoben hatte, die erste Voraussetzung gegeben war. Beide regierten zudem „so tyrannisch und selbstsüchtig, daß sie nach wiederholten vergeblichen Versuchen endlich beide abgesetzt und verbannt wurden“.
Samuele Romanin räumte den drei Dogen 1853 in großer Detailfreude Raum in seinem zehnbändigen Opus  Storia documentata di Venezia ein. Dabei trifft er immer wieder Aussagen, die sich mit den Quellen nicht decken, wie etwa die, dass der nunmehr in einem Gefecht verletzte Patriarch von Grado vom Turm seines eigenen Palastes gestürzt worden sei. Bei der Deutung der Verhandlungen zwischen Karl und Nikephoros folgt Romanin den Angaben Andrea Dandolos, nach denen ganz Oberitalien an das Frankenreich gehen sollte, hingegen Venedig und die Städte Dalmatiens, weil sie loyal zu Byzanz standen („costanti nella sincera devozione all'imperio orientale“), ebenso beim Ostreich bleiben sollten, wie dessen süditalienische Gebiete.
August Friedrich Gfrörer († 1861) glaubte in seiner 1872 posthum erschienenen Geschichte Venedigs von seiner Gründung bis zum Jahre 1084, dass es sich um eine „Scheinwahl“ gehandelt habe, durch die Johannes als Mitdoge von den Venezianern akzeptiert worden sei. Nach ihm regierte Johannes insgesamt 25 Jahre lang, und zwar neun mit seinem Vater, neun allein und weitere sieben Jahre neben seinem Sohn. Gfrörer, der schon bei den früheren Dogen stets Byzanz als einen der Drahtzieher betrachtete, und die Gegenseite zunächst in den Langobarden, dann den Franken im Bunde mit dem Papst sah, meinte auch hierin das Werk des Ostkaisers zu erkennen. Hätte Konstantinopel die Erlaubnis verweigert, so hätte sich laut Gfrörer, Mauritius I. an den Frankenkönig gewandt, „der sie schwerlich verweigert haben würde“ (S. 78). Nachdem Johannes’ Vater, „alt und lebenssatt“ 787 gestorben war, vermeldet die Chronik Andrea Dandolos sogleich, Johannes seinerseits habe sich nun Mauritius II. als Nachfolger bestätigen lassen – nach Gfrörer auch wieder vom Ostkaiser. Dabei vermutet der Verfasser, dass die Einsetzung des griechischen Bischofs von Olivolo womöglich eine Bedingung für die Anerkennung dargestellt habe. Ansonsten folgt Gfrörer der Darstellung Dandolos.
Nachdem der posthume Herausgeber Dr. Johann Baptist von Weiß dem Übersetzer ins Italienische, Pietro Pinton, untersagt hatte, die Aussagen Gfrörers in der Übersetzung zu annotieren, erschien Pintons italienische Fassung im Archivio Veneto in den Jahresbänden XII bis XVI. Allerdings hatte Pinton durchgesetzt, dass er eine eigene Darstellung im besagten Archivio Veneto publizieren durfte, die jedoch erst 1883 erschien. Pinton gelangte in seiner Untersuchung zwar häufig zu gänzlich anderen, weniger spekulativen Ergebnissen, als Gfrörer, jedoch stimmte er im Zusammenhang mit der ersten Dogendynastie dem Autor weitgehend zu, doch glaubt Pinton, dass Gfrörer mit der Behauptung, dass zum Zeitpunkt der Ermordung des Bischofs schon beinahe alles Land, über das die beiden Dogen herrschten, von den Franken bedroht gewesen sei. Dabei hielt er Gfrörer vor, er komme durch eine falsche Chronologie zu unzutreffenden Schlüssen über die Motivationen der Beteiligten. Dies erweise sich etwa daran, dass er zwar geschrieben habe, dass Andrea Dandolo von Paulus Diaconus abgeschrieben habe, doch danach folge er nur noch dem Werk des Dogen, ohne dass Gfrörer die Unterschiede zwischen den beiden Autoren wahrgenommen habe (S. 40–42). Auch glaubt Pinton nicht daran, dass es unter der Ägide der Franken eine Verschwörung mit anschließender Flucht des Fortunatus gegeben habe, denn nach der Machtübernahme durch Obelerius sei ihm wohl kaum ohne Grund die Rückkehr verwehrt worden (S. 53), und vor allem sei Obelerius, nach Gfrörer eines der Häupter der Fortunatus-Frankenverschwörung, mit einer Flotte zur Rückeroberung Dalmatiens unterstützt, und sein Bruder Beatus mit dem Titel eines Ipato, eines Konsuls ausgestattet worden (S. 55). Auch ankerte die byzantinische Flotte unter ihm in der Lagune. Insgesamt erkannte Pinton die Verbindungen des Fortunatus mit den Franken an, doch deute Gfrörer die Zusammensetzung der Umstürzler von 804, genauer gesagt ihre jeweilige Rolle im Streit zwischen den Kaiserreichen, unzutreffend.
1861 widmete Francesco Zanotto in seinem Il Palazzo ducale di Venezia dem Dogen gut zwei Seiten. Wie alle Historiker, wie Zanotto selbst meint, schreibt auch er den Dogen die übelsten Eigenschaften zu: Vater Johannes und Sohn Mauritius seien „una coppia di tiranni“, ein ‚Tyrannenpaar‘, dem Gesetz und Eigentum der Venezianer gleichgültig gewesen seien. Im Übrigen hielt Zanotto die Erhebung des Sohnes zum Mitdogen für die wichtigste Tat des Johannes, die die Bewohner der Lagune jedoch nicht, wie bei seinem Vater, in Anerkennung seiner Leistungen akzeptierten, sondern aus Angst. Das Gerücht, wie Zanotto selbst es nennt, dass Pippin in Ravenna eine Flotte bauen lasse, und dass die Franken damit Venedigs Freiheit bedrohten, wurde auf Seiten der Dogen bemüht, um mit einer Flotte gegen Grado vorzugehen. Ihre Gegner fürchteten demnach, dass das Ziel der Dogen sei, „absolute Herren“ (‚assoluti signori‘) zu werden. Fortunatus führte laut Zanotto eine „vendetta“ gegen die Galbaii, eine Blutrache, die schließlich von Erfolg gekrönt war. Auf Geheiß Karls des Großen führte diese Tat beide Dogen in die Verbannung – nach Zanotto in Mantua.
Auch Emmanuele Antonio Cicogna äußert 1867 im ersten Band seiner Storia dei Dogi di Venezia die Ansicht, Johannes habe seine negativen Eigenschaften bis zum Beginn seiner Alleinherrschaft versteckt, doch dann seien Gier und Gewalttätigkeit zu Tage getreten, und eine Tyrannei habe begonnen, die außer der Grenzregelung mit den Langobarden nichts Gutes hervorgebracht habe.
Heinrich Kretschmayr glaubte gleichfalls, das Jahr 778 sei das Jahr gewesen, in dem „Dux Mauritius“ sich „seinen Sohn Johannes als mitamtierenden Dux zur Seite“ stellte. Er war demnach ab 787 allein im Amt und nahm seinerseits seinen Sohn „Mauritius (II.)“ im Jahr 795 ins Amt. Dieses „Mitregierungssystem“ war nach Kretschmayr „mit Ursache der schließlichen Vertreibung dieser ersten Dogendynastie“. Kretschmayr nimmt zudem an, die „Haltung der Provinz“ sei „durchaus loyal“ gegenüber Byzanz gewesen, und daher habe man sich in Konstantinopel „zur Wiederabschaffung der dem Monegarius beigegebenen Kontrolltribunen verstanden“ (S. 52).
John Julius Norwich betonte 1977 die Tendenz zur Dynastiebildung, denn nicht nur wurde Giovanni Galbaio ohne Wahl oder auch nur Bestätigung durch das Volk vom Mitdogen zum Dogen erhoben, sondern 796 sah er seinen Sohn wiederum als Mitdogen vor. Die Venezianer hätten dies wahrscheinlich nur akzeptiert, weil sie „tired of bloodshed“ waren. Der erste Galbaio, „reactionary or not, did much to deserve their confidence.“ Nach Norwich wurden die Venezianer vermögender und zahlreicher, breiteten sich nun erst auf die anderen Laguneninseln aus. Im Osten, in Olivolo, habe der Doge um 775 ein neues Bistum errichtet. Er „transformed a small church bearing the names of St Bacchus and St Sergius into a cathedral dedicated to St Peter.“

### Erzählende Quellen
- Ester Pastorello (Hrsg.): Andrea Dandolo, Chronica per extensum descripta aa. 460–1280 d.C. (= Rerum Italicarum Scriptores XII,1), Nicola Zanichelli, Bologna 1938, S. 123 f., 126 f. (Digitalisat, S. 122 f.)
- La cronaca veneziana del diacono Giovanni, in: Giovanni Monticolo (Hrsg.): Cronache veneziane antichissime (= Fonti per la storia d'Italia [Medio Evo], IX), Rom 1890, S. 59–171, hier: S. 98–101. (Digitalisat)
- Roberto Cessi (Hrsg.): Origo civitatum Italiae seu Venetiarum (Chron. Altinate et Chron. Gradense), Rom 1933, S. 100, 132, 192.

### Rechtsetzende Quellen, Briefe
- Wilhelm Gundlach (Hrsg.): Epistolae Merowingici et Karolini aevi, I (= Monumenta Germaniae Historica, Epistulae, III, 1), Berlin 1892, n. 19, S. 712 f. (Digitalisat der Edition)
- Andrea Gloria (Hrsg.): Codice diplomatico padovano dal secolo sesto a tutto l'undicesimo, Padua 1877, n. 7, S. 12.
- Paul Fridolin Kehr: Italia pontificia, Bd. VII, 2, Berlin 1925, S. 127.
- Louis Duchesne (Hrsg.): Le Liber pontificalis, I, Paris 1955, S. 491.
- Roberto Cessi (Hrsg.): Documenti relativi alla storia di Venezia anteriori al Mille, Bd. I: Secoli V-IX, Padua 1991, n. 37 („803, 21 marzo. Leone III concede il pallio al patriarca Fortunato“), S. 56–58; n. 38 („803, 13 agosto. Carlo Magno conferma al patriarca Fortunato l'immunità per le sue proprietà nel regno“), S. 58 f.; n. 53 (Testament des Dogen Giustiniano Particiaco), S. 93–98, hier: S. 95 (Digitalisat, S. 95).